# Serena Amato
Serena Amato, née le 10 septembre 1974 à Olivos, est une skipper argentine.

## Carrière
Serena Amato participe aux Jeux olympiques d'été de 2000 à Sydney et remporte la médaille de bronze dans la catégorie du Dériveur solitaire Europe.